# Генерал-адмірал
Генера́л-адміра́л — військове звання (чин) вищого офіцерського складу у військово-морських силах деяких країн. У категорії армійських військовослужбовців званню генерал-адмірал в Російській імперії відповідало звання генерал-фельдмаршал, в Німеччині (1871—1918, 1933—1945) — генерал-полковник.

## Історія

### Росія
У Російській імперії — вищий військовий чин (звання) і посада на флоті, введений в Табелі про ранги Петром I в 1722 році, рівне чину (званню) генерал-фельдмаршала в сухопутних військах, а також цивільним чинам канцлера і дійсного таємного радника I класу. Як посада, існувала з 1695 року.
В історії російського флоту генерал-адміралів було шість; інколи до цього списку додають також петровських сподвижників Ф. А. Головіна (1700) (також перший російський генерал-фельдмаршал) і Ф. Я. Лефорта (1695), що носили це звання, але неясний його статус (звання це або посада?) в кінці XVII століття.
- 1708 — граф Федір Матвійович Апраксин (1661—1728)
- 1740 — граф Андрій Іванович Остерман (1686—1747) (позбавлений звання в 1741 році)
- 1756 — князь Михайло Михайлович Голіцин (1681—1764) (Не плутати з його старшим братом генерал-фельдмаршалом Михайлом Михайловичем Голіциним)
- 1762 — великий князь Павло Петрович, з 1796 року імператор Павло I Петрович (1754—1801)
- 1831 — великий князь Костянтин Миколайович (1827—1892)
- 1883 — великий князь Олексій Олександрович (1850—1908)

У 1796 році граф Іван Григорович Чернишов (1726—1797) отримав звання генерал-фельдмаршала по флоту, рівне званню генерал-адмірал.

### Німеччина
У німецькому флоті (Kriegsmarine) генерал-адмірал (нім. Generaladmiral) — друге за старшинством звання на флоті нижче грос-адмірала, але вище за адмірала, відповідало сухопутному чину генерал-полковника.
Генерал-адмірали Крігсмаріне Третього Рейху:
- Еріх Редер (1876—1960) — 20 квітня 1936 року (з 1 квітня 1939 року — грос-адмірал)
- Конрад Альбрехт (1880—1969) — 1 квітня 1939 року
- Альфред Заальвехтер (1883—1945) — 1 січня 1940 року
- Рольф Карльс (1885—1945) — 19 липня 1940 року
- Герман Бем (1884—1972) — 1 квітня 1941 року
- Карл Ернст Віцелль (1884—1976) — 1 квітня 1941 року
- Отто Шульце (1884—1966) — 31 серпня 1942 року
- Вільгельм Маршалл (1886—1976) — 1 лютого 1943 року
- Вальтер Варцеха (1891—1956) — 1 березня 1944 року
- Отто Шнівінд (1888—1964) — 1 березня 1944 року
- Оскар Кумметц (1891—1980) — 16 вересня 1944 року
- Ганс-Георг фон Фрідебург (1895—1945) — 1 травня 1945 року

Адміралу Карлу Деніцу було присвоєно звання грос-адмірала минуючи звання генерал-адмірала.